# Jiripancó
Jiripancó (Geripancó, Jeripancó), pleme američkih Indijanaca porodice Pankaruru nastanjeni danas u brazilskoj državi Alagoas na rezervatu Terra Indígena Jeripankóu općini Pariconha Água Branca na aldeji Ouricuri. Njih oko 1,500 danas se služi portugalskim jezikom. Jezik im je izumro.

## Vanjske poveznice
- Os geripancós da aldeia Ouricuri[neaktivna poveznica]